# ヒルズボロ・スタジアム

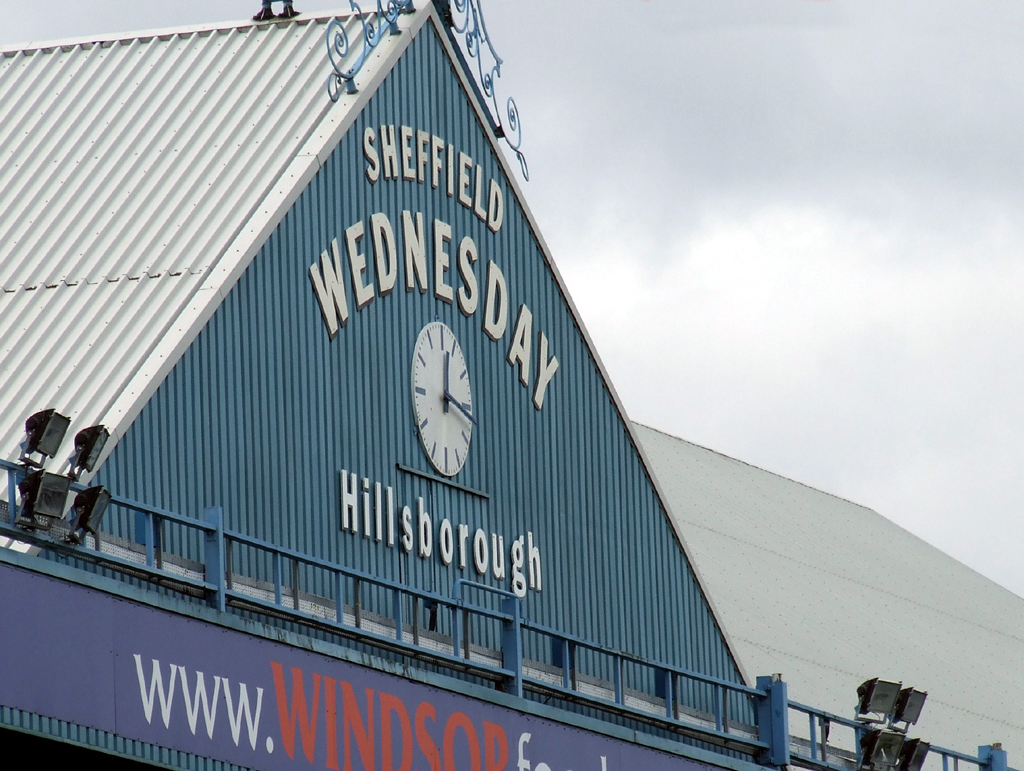
百数十年もの歴史を刻むヒルズボロの時計

ヒルズボロ・スタジアム（Hillsborough Stadium）は、イングランド・サウス・ヨークシャー州シェフィールドにあるスタジアム。シェフィールド・ウェンズデイFCのホームスタジアム。以前の名称はアウラートン・スタジアム（Owlerton Stadium）。1899年、ウェンズデイが元々グラウンドを持っていたオリーブ・グローブの地から移転して当地に初めて競技場が置かれて以来、ここではサッカーが行われてきた。
現在は39,859人収容の完全着席スタジアムとなっており、座席の大部分は屋根で覆われている。ヒルズボロという名称は、スタジアムのあるシェフィールドの一地区の名前から来ている。

## 歴史
この場所にあった最初の競技場は1899年に作られたものであり、シェフィールドの北西部にある、地元ではアウラートン（Owlerton）という名で知られていた過疎地域であった。1914年までこの競技場はアウラートン・スタジアムという名で知られていたが、一連の競技場改修に合わせてヒルズボロと改名された。新名称は、周辺で目覚しい成長を遂げていた新興住宅地から付けられた。
1966年には、FIFAワールドカップの開催地の1つに選定され、西ドイツ、ウルグアイ、アルゼンチン、スイス、スペインからなる1次リーグの会場となった。また、準々決勝の会場にも用いられ、ここで西ドイツがウルグアイを4対0で下した。
1989年には、FAカップの準決勝リヴァプール対ノッティンガム・フォレスト戦で、96人のリヴァプールファンが圧死するヒルズボロの悲劇の舞台となった。この事故は競技場における安全のために一連の改良を行うことを促進し、その後の4年間でテラス部分は完全着席式スタンドに改装された。またピッチを囲むフェンスは、非常時に客が競技エリアに逃げ込めるよう、背の低い安全柵に取り替えられた。
1996年、ヒルズボロはユーロ96の数試合の会場となり、特にデンマーク代表のホストスタジアムとなった。デンマーク人ファンは熱狂的な応援に加えてその模範的振る舞いによって地元の人々に愛されたが、とりわけ地元の酒場の店主には大変評判が良かった。何せシェフィールド市内の多くの大衆酒場では、緊急にビールを追加注文しなければならなかったほどだ。
現在までの最多収容人数の記録は、1934年のFAカップにおけるマンチェスター・シティとの試合での72841人である。

## スタンド

### ノーススタンド（North Stand）
設置：1961年

収容人数：9255人（座席付き）
ノーススタンドは競技場の北辺に沿っており、カンチレバー式の屋根を持つサッカー競技場用スタンドとしては最も初期の例のひとつである。またイングランドでは初めて、競技場の長さ一杯に作られたスタンドでもある。ちなみに、イングランドのサッカースタジアムで初めてカンチレバー式の屋根を備えたスタンドは、スカンソープ・ユナイテッドのホームグラウンドであったオールドショウ・グラウンドである。

### プレストウェストスタンド（Presto West Stand）
設置：1966年

収容人数：6559人（座席付き）
レッピング・レーン（スタジアム西側の道路）側の端にあるプレストウェストスタンドは、ウェンズデイのホームゲームではアウェイ側サポーターが座る場所になる。
1966年に最初に建設されて以来、ウェストスタンドには座席部分の前にいわゆるテラス部分があったが、1989年に起きた悪名高いヒルズボロの悲劇の後、2層の着席式スタンドに置き換えられた。

### サウススタンド（South Stand）
設置：1914年

収容人数：11354人（座席付き）
最も古いこのメインスタンドの建設は、アーチボルド・リーチの設計により17000ポンドを超える費用を投じて、1913年に始められた。現在のスタンドは何度も改良を加えられており、最近ではユーロ96において上層席と2部屋の会議用スイート、およびバーとレストランが増設された。
サウススタンドは4つのスタンドの中で最も明確に識別できるものであり、1913年の設計時点からあった時計の文字盤と頂華（フィニアル）を今も残している。スタンドにはメインのレセプション席、報道席、応接席のほか、家族席（family enclosure）と7つの現代的な軽食コーナーが用意されている。

### スパイオン・コップ（Spion Kop）
設置：1914年

収容人数：11210人（座席付き）
ボーア戦争における有名な戦いの場となった丘の名前にちなんだスパイオン・コップは、競技場の東端にある自然の丘に建設され、ウェンズデイサポーターの大部分が応援をする場となっている。1986年までは屋根がなかった。
スパイオン・コップはヒルズボロの中で最後に完全着席式となったスタンドであるが、これは1993年にFAプレミアリーグの基準を満たすために行われた改良の結果である。
スパイオン・コップはイングランド・サポーター・クラブ・バンドの定位置でもある。このバンドは、ウェンズデイおよびサッカーイングランド代表の試合でこの場所の常連となっている。彼らはウェンズデイのテーマソング（映画「大脱走」のテーマ）を演奏することで有名である。

## 重要な試合

### FIFAワールドカップ1966
- 7月12日：グループB - ドイツ 5-0 スイス
- 7月15日：グループB - スペイン 2-1 スイス
- 7月19日：グループB - アルゼンチン 2-0 スイス
- 7月19日：準々決勝 - ドイツ 4-0 ウルグアイ

### UEFA欧州選手権1996
- 6月9日：グループC - デンマーク 1-1 ポルトガル
- 6月16日：グループC - クロアチア 3-0 デンマーク
- 6月19日：グループC - トルコ 0-3 デンマーク

## 入場者数

### 平均入場者数
- 2007-2008: 20,699 (チャンピオンシップ)
- 2006-2007: 23,638 (チャンピオンシップ)
- 2005-2006: 24,853 (チャンピオンシップ)
- 2004-2005: 23,100 (フットボールリーグ1)

### 最多入場者数
- 72,841 (FAカップ 5回戦) シェフィールド・ウェンズデイ v マンチェスター・シティ, 1934.2.17
- 39,640 (プレミアリーグ) シェフィールド・ウェンズデイ v マンチェスター・ユナイテッド, 2000,2.02 (全面座席改修後)